# Overa
Overa is een buurtschap in de gemeente Breda in de Nederlandse provincie Noord-Brabant. Het ligt ten zuiden van de stad Breda, even ten noorden van knooppunt Galder. Overa is tevens een van de vier gehuchten binnen het dorp Effen.
Hoofdplaats: Breda      Dorpen / stadswijken: Bavel (deels) · Effen · Ginneken · Prinsenbeek · Princenhage · Teteringen · Ulvenhout (deels) 

Buurtschappen: Achterste Rith · Bolberg · Diunt · Eikberg · 
IJpelaar · Lage Aard · Lies · Lijndonk · Overa · Rith · Roosberg · Strikberg · Tervoort · Vaareind · Verloren Hoek · Vuchtschoot · Westrik

Noord-Brabant: Steden en dorpen      Nederland: Provincies · Gemeenten